# Hynobius nigrescens
Hynobius nigrescens é uma espécie de anfíbio caudado pertencente à família Hynobiidae. Endêmica do Japão.